# Ранчо Сан Сипријано, Ранчо ел Пиохо (Темаскалапа)
Ранчо Сан Сипријано, Ранчо ел Пиохо (шп. Rancho San Cipriano, Rancho el Piojo) насеље је у Мексику у савезној држави Мексико у општини Темаскалапа. Насеље се налази на надморској висини од 2358 м.

## Становништво
Према подацима из 2010. године у насељу је живео 1 становник.

### Хронологија
| Година       | 2000 | 2005         | 2010 |
| ------------ | ---- | ------------ | ---- |
| Становништво | 2    | 46 (28 / 18) | 1    |

### Попис
| # | Индикатор                     | Вредност |
| - | ----------------------------- | -------- |
| 1 | Укупно домаћинстава           | 5        |
| 2 | Укупно насељених домаћинстава | 1        |
| 3 | Величина локације             | 1        |